# Supafunkitsch!
Supafunkitsch! è il secondo album da solista del cantautore italiano Al Castellana, pubblicato nel 2007 da Soulville.

## Tracce
Testi e musiche di Al Castellana.
1. Corri
2. Vado via
3. Non c'è verità
4. Ora non puoi
5. Ogni istante
6. Perdonami
7. 6 quel che 6
8. Mi manchi
9. Supafunkitsch!
10. Lento abbandono
11. Il male che non sai (feat. Tormento)
12. Lascia cge sia
13. Sbagliando riprovando (feat. Alan Sorrenti)
14. Cruisin' (feat. Soulvilladelics)

## Formazione
- Al Castellana - voce
- Nick Ardessi - programmazione, chitarra acustica, batteria, basso, organo, chitarra elettrica, tastiera, pianoforte, chitarra
- Janfree - pianoforte, synth, tastiera, organo
- Paolo Leandrin - sitar
- Cesare Nolli - batteria, basso, chitarra acustica
- Paolo Muscovi - batteria
- Sergio Portaluri - chitarra, basso
- Paolo Saponari - organo, pianoforte
- Sandro Mastronardi - basso
- Giuseppe Grondona - batteria